# チョッちゃん物語
『チョッちゃん物語』（チョッちゃんものがり）は、黒柳朝による自伝。子どもたち向けに書きおろされた半生記で、1993年6月に金の星社より刊行された。
1996年にアニメーション映画化され、シネマとうほくの配給により公開された。

## 書誌情報
- チョッちゃん物語（1993年6月、金の星社、画：頓田室子、ISBN 978-4-391-10620-6）
- アニメ版 チョッちゃん物語（1996年5月、金の星社、ISBN 978-4-323-01887-4）

## アニメ版
1996年にアニメーション映画が製作され、シネマとうほく配給により3月20日に公開された。原作は黒柳朝の自伝エッセイ『チョッちゃん物語』（1993年6月、金の星社刊）。
ビデオ化されているが、一般販売・レンタルはされておらず、図書館など公共施設でのみ視聴可能の状態が長く続いていたが、2018年にHappinetからDVDが発売された。

### 声の出演
- 黒柳朝 - 島本須美
- 黒柳守綱 - 田中秀幸
- 黒柳徹子 - 玉川紗己子
- 黒柳明児 - 高山みなみ
- 黒柳紀明 - かないみか
- 寺田 - 矢田稔
- 中野 - 青森伸
- 医者 - 岩田安生
- 上官 - 平井隆博
- 女教師 - 勝生真沙子
- 野田 - 平田康之
- 小林校長 - 中嶋聡彦
- 中年女 - くじら
- 八百屋 - 上田祐司
- 生徒 - 池田優こ、増田ゆき、長谷川智子、渡辺直美
- 門山周通 - 糸博
- 門山三好 - 二木てるみ

### スタッフ
- 原作 - 黒柳朝『チョッちゃん物語』（金の星社刊）
- 監督 - ときたひろこ
- 企画 - 久保田正明
- 脚本 - 朝倉千筆、ときたひろこ
- 作画監督・キャラクターデザイン - 柳野龍男
- 美術監督・エンディングイラスト - 門野真理子
- 色彩設計 - 西香代子
- 撮影監督 - 野口肇
- 音楽 - 朝川朋之
- 録音演出 - 斯波重治
- 編集 - 瀬山武司
- アニメーション制作 - トライアングルスタッフ
- 制作協力 - T&Kテレフィルム
- 製作 - 「チョッちゃん物語」映画製作委員会
- 配給 - シネマとうほく
- 副音声台本 - 西田隆一
- 音声解説 - 小野塚貴志

- オープニングテーマ - 「ハバネラ」（カルメン - 中島豊子、合唱 - 新都民合唱団 有志）
- エンディングテーマ - 「祈り」（作詞・歌 - 宝野アリカ、作曲・編曲 - 朝川朋之）